# Bahía Piscadera
La Bahía Piscadera (en neerlandés: Piscaderabaai) es un cuerpo de agua en Curazao. Está situado en el lado occidental de Otrobanda, en la parte sur de Willemstad, la capital de esa isla caribeña. Contiene una fortaleza del mismo nombre, el Instituto de Biología Marina Caribe, y varios hoteles. Cuenta con una pequeña playa, así como un centro vacacional, con pistas de tenis y casinos. La Bahía Sint Anna está cerca. En el siglo XVII, los mapas de Bahía Piscadera mostraron que era un sector popular para la pesca, con más de 400 diferentes especies.
Con el fin de brindar protección a Piscadera, una fortaleza fue construida en los acantilados con vistas a la bahía en 1744. Fue capturada por el ejército británico en 1804 durante una semana con el fin de bombardear a Willemstad. Este ataque no tuvo éxito y las tropas invasoras se vieron obligadas a abandonar la fortaleza. La fortaleza está en un estado ruinoso en el recinto del Curaçao Resort-